# Marcel Desailly
Pour les articles homonymes, voir Desailly.
Marcel Desailly, né Odenkey Addy Abbey, le 7 septembre 1968 à Accra (Ghana), est un footballeur international français évoluant au poste de défenseur central de 1986 à 2006. Il possède l'un des palmarès les plus étoffés de l'histoire du football français.
De mère ghanéenne et de père adoptif français, Marcel Desailly s'installe avec sa famille en 1972 à Nantes. Il intègre le centre de formation du FC Nantes aux côtés de son ami Didier Deschamps. En 1986, il découvre le championnat de France avec Nantes, où il reste six saisons.
Il rejoint l'Olympique de Marseille et Deschamps en 1992 ; il n'y reste qu'une saison, mais y remporte son premier trophée majeur : la Ligue des champions 1993, contre le Milan AC. Il signe alors pour le club lombard, et connaît cinq saisons fastes qui garnissent son palmarès puisqu'il remporte la Ligue des champions 1994 et deux titres de champion d'Italie en 1994 et 1996. À partir de 1998, il passe six saisons au Chelsea FC où il est un temps capitaine, club où il est surnommé « The Rock » et remporte la Supercoupe de l'UEFA et une Coupe d'Angleterre. Il termine sa carrière dans des clubs qataris, et annonce sa retraite en 2006.
Dans les années 1990, il s'affirme en parallèle comme un pilier de l'équipe de France. Avec les Bleus, il remporte la Coupe du monde 1998, le championnat d'Europe 2000 et la Coupe des confédérations en 2001 et 2003. Considéré comme l'un des meilleurs défenseurs du football français, il est sélectionné à 116 reprises en équipe de France, dont il est le capitaine de 2000 à 2004.

## Biographie

### Jeunesse et formation nantaises
À sa naissance, Marcel Desailly porte alors le nom d'Odenkey Abbey et n'est pas reconnu par son père biologique. À Accra, grand port ghanéen, il déambule dans les rues de la ville aux côtés de son demi-frère Seth Adonkor. Sa mère Elizabeth Addy, caissière dans un magasin de la ville, ne supporte pas d'être la cinquième roue du carrosse d'un mari polygame, le père d'Odenkey. Elle fait la connaissance de Marcel Édouard Georges Desailly, un fonctionnaire français du ministère des Affaires étrangères, qu'elle décide de suivre en France en 1972, lorsque celui-ci se voit offrir une retraite anticipée à Nantes,.
Dans les beaux quartiers de Procé, l'enfant trouve vite ses repères. Son beau-père l'adopte et lui offre une nouvelle identité : Marcel Desailly junior. Il ne revoit son père biologique qu'une seule fois, à sa majorité : « je l'ai salué et c'est tout. Mon vrai père, c'est Monsieur Desailly. Je dis Monsieur par respect, parce que c'est lui qui m'a adopté, m'a donné ma chance ». Il intègre l'école Gaston-Serpette et se familiarise avec la langue française alors qu'à la maison il continue à parler le ghain ou l'anglais. Alors qu'il tourne en rond en rentrant de l'école, sa mère lui dit de faire du sport et Marcel choisit la natation. Allergique au traitement de l'eau, il est forcé d'arrêter et, poussé par son frère Seth Adonkor un mercredi de 1976, découvre l'entraînement du Football Club de Nantes qu'il intègre.
En 1982, il remporte avec le FC Nantes le Tournoi de Montaigu. La même année, sélectionné en Ligue atlantique pour un quart-de-finale de la Coupe nationale minimes, Marcel Desailly croise le jeune Didier Deschamps sur son chemin. Un an plus tard, Raynald Denoueix convie le jeune Marcel, alors minimes deuxième année, à rejoindre le centre de formation du club. Il retrouve Deschamps, fraîchement arrivé en Loire-Atlantique, avec qui il fait chambre commune à partir des cadets lors des déplacements. Les deux jeunes joueurs se suivent en sélections de jeunes dont ils sont au fur et à mesure les deux seuls représentants du club.
Le dimanche 18 novembre 1984, l'entraîneur des Bleuets Henri Guérin n'osant pas annoncer la nouvelle, c'est Deschamps lui-même qui entre dans leur chambre à l'occasion du tournoi cadets de Monaco. Il annonce à Desailly que deux professionnels nantais sont décédés dans un accident de voiture, l'un d'eux est son demi-frère Seth Adonkor. Sans celui qu'il considérait comme son modèle, Marcel choisit de réagir plutôt que de s'effondrer et se met à progresser plus vite : « Seth était au top. Alors, j'ai décidé de le remplacer ». Cadets deuxième année, Desailly évolue avec l'équipe réserve de Division 3.

### Premières saisons professionnelles au FC Nantes
L'entraîneur Jean-Claude Suaudeau l'intégre au groupe professionnel à l'aube de la saison 1986-1987. Desailly doit faire face à la présence de défenseurs expérimentés tels que Michel Der Zakarian et Antoine Kombouaré. Mais à la suite de son travail et de son sérieux aux entraînements, Suaudeau lui donne sa chance dès le début du championnat et il montre, à 18 ans, ses réelles qualités pour s'imposer au plus haut niveau français grâce à son volume physique, une bonne clairvoyance et un réel opportunisme. Le 26 août 1986, les 28 000 spectateurs du stade de la Beaujoire découvrent un jeune qui fête sa première apparition en Division 1. Au cours de ce Nantes-Bordeaux (3-0), Jean-Claude Suaudeau fait entrer Marcel Desailly à la place de Fabien Debotté à la 84e minute,. Finalement il accumule seize rencontres toutes compétitions confondues dont treize en championnat où les Canaris finissent en douzième position. Pendant cette année-là, le jeune Marcel en profite pour découvrir les joutes européennes en disputant les deux premiers matchs du premier tour de coupe UEFA où son équipe est éliminée 5-1 score cumulé contre le Torino (4-0 et 1-1). En parallèle de sa participation au championnat de D1, il est finaliste du championnat de France Juniors à l'issue de cette saison.
Toujours considéré comme une doublure, Marcel passe la saison 1987-1988 à jouer les utilités ce qui l'amène à ne totaliser que onze matchs en championnat où Nantes finit à la dixième place.
À la suite du départ de Der Zakarian pour Montpellier, Marcel devient titulaire au sein de la défense centrale nantaise comme stoppeur à partir de 1988. En 1989 il fait la connaissance de Pape Diouf, qui devient son agent.
De 1988 à 1991, il dispute une trentaine de rencontres par saison inscrivant un but à chaque exercice. Collectivement il ne connaît pas les grandes année nantaises puisque les Canaris ne finissent que septième en 1989 et 1990 puis quinzième en 1991.
Le déclic arrive lors de la saison 1991-1992 sous l'impulsion de Jean-Claude Suaudeau. Selon lui, il n'y a pas assez de pression sur Marcel et il lui demande de jouer comme s'il n'avait plus le droit à la moindre erreur. À partir de ce moment, le joueur prend enfin ses responsabilités et une autre dimension. Il survole les débats que ce soit au stade de la Beaujoire ou dans tous les stades de France et attire de plus en plus les convoitises. Notamment celles de l'Olympique de Marseille, leader omnipotent du football hexagonal, au printemps 1992. Bonne nouvelle pour le FC Nantes qui a un besoin urgent d'argent pour se maintenir dans l'élite. Desailly dispute 162 rencontres sous le maillot nantais (5 buts) tout en suivant le cursus des sélections françaises, des moins de 15 ans jusqu'aux A', antichambre de la sélection A.

### Cador mondial à Marseille puis l'AC Milan (1992-1998)
Sur un coup de tête de Bernard Tapie, président de l'OM, et contre l'avis de l'entraîneur Raymond Goethals, Marcel Desailly arrive à Marseille, accueilli froidement par Goethals qui lui lance « tu n'arrives pas à la cheville de Carlos Mozer » qu'il vient remplacer. À son arrivée, il passe d'abord trois mois à jouer avec l'équipe réserve en Division 3 aux côtés d'un certain Fabien Barthez, n'intéressant que trop peu l'entraîneur. Dans le collimateur de son coach, il ne réussit plus aucun dribble et le président Bernard Tapie lui donne alors trois matchs pour faire ses preuves. Piqué au vif, Marcel réussit une prestation de haute volée lors des débuts de l'OM en Ligue des champions face aux Glasgow Rangers en novembre 1992 (2-2) et devient titulaire indiscutable. Il est associé à Basile Boli et épaulé par deux latéraux de devoir, Jocelyn Angloma et Éric Di Meco. La parcours européen s'achève en apothéose. Le 26 mai 1993 à Munich, Marseille remporte le premier titre européen d'un club français face au Milan AC entraîné par Fabio Capello (1-0). Durant la rencontre, Desailly doit marquer un des meilleurs attaquants de l'histoire, Marco van Basten.
Après une semaine de folie marseillaise, le ciel s'assombrit sur la Canebière avec l'affaire VA-OM. Loin d'être perturbé, l'ancien Nantais se concentre sur la reprise et intègre l'équipe de France A. Le nouvel international vit un automne 1993 agité entre les problèmes de son club et la qualification ratée de Bleus pour la Coupe du monde 1994. L'Olympique de Marseille est aux abois et doit se séparer de certains de ses joueurs. On s'attend alors aux départs de Deschamps, Boli ou Angloma mais, le 11 novembre 1993, un jet privé emporte Desailly vers l'aéroport de Milan-Linate. Le club italien le veut pour remplacer Frank Rijkaard. En raison des difficultés financières de l’OM, Desailly refait ses valises. En 2022, le magazine So Foot le classe dans le top 1000 des meilleurs joueurs du championnat de France, à la 37e place.
À peine débarqué en Lombardie, Marcel Desailly signe un contrat de quatre ans et demi chez les Rossoneri pour 30 millions de francs. Il débute officiellement dans le Calcio le 21 novembre 1993 contre le SSC Naples (2:1). Il perd la Coupe intercontinentale 1993 contre le São Paulo FC (3-2). Dès ses débuts en Italie, tout le monde reconnait son talent au travers de divers surnoms. Le nouveau président milanais, Silvio Berlusconi, l'appelle le « nouveau Rijkaard », les médias transalpins parlent de « diable » ou de « pieuvre noire » tandis que son entraîneur, Fabio Capello, le compare à une « digue humaine ». Capello s'appuyant sur la défense mythique Tassotti-Baresi-Costacurta-Maldini, Desailly se met à la disposition du groupe avec une humilité et s'adapte en un temps record au nouveau poste de milieu défensif,. Deschamps, désormais adversaire à la Juventus, ne manque pas non plus de lui rendre hommage : « Marcel a lancé la mode du grand milieu défensif en Serie A. Celui qui balaie devant ses défenseurs. Signe de reconnaissance, tous les clubs italiens disent maintenant on va prendre un joueur "à la Desailly" ». Le gigante nero bouscule tout sur son passage et remporte une seconde Ligue des champions consécutives. Le 18 mai 1994 à Athènes, le Milan AC lamine le FC Barcelone (4-0) et Desailly inscrit le dernier but milanais. Il devient le premier joueur à remporter l'épreuve deux années de suite avec deux clubs différents. Milan est sacré champion d'Italie 1994.
L'année suivante, Desailly perd à nouveau en Coupe intercontinentale 1994 contre Vélez Sarsfield puis dispute sa troisième finale consécutive en Ligue des champions, mais les Rossoneri s'inclinent face à l'Ajax Amsterdam (1-0). Il remporte de nouveau le championnat avec Milan en 1996. Malheureux, il atteint la finale de la Coupe d'Italie en 1998 perdue aux dépens de la Lazio de Rome sur le score cumulé de 3-2.
À l'AC Milan, Desailly dispute 137 rencontres de championnat en cinq saisons, marquant cinq buts, et 27 matches de C1 (2 buts). « Il est sans aucun doute le meilleur défenseur étranger ayant évolué dans le calcio. Celui qui a rapidement senti le football italien tout en sachant imposer sa personnalité », analyse Paolo Maldini. Alors, aucun supporter de Milan ne lui en a voulu quand il a décidé de signer à Chelsea en 1998.
Il déclare plus tard avoir connu l'émotion la plus grande de sa carrière, « plus forte encore que celle de la Coupe du monde », à l'occasion du match AC Milan-Chelsea, lors de sa première visite à San Siro après son transfert en Angleterre. « À l'échauffement, tout le stade s'est mis à m'applaudir, d'un seul coup. Je me suis approché et j'ai pu lire sur une grande banderole ‘Pour toujours tu resteras dans notre cœur’. Cette reconnaissance qu'ils me témoignaient était véritablement bouleversante. Je n'étais ni un créateur ni un buteur. Et pourtant, ils me fêtaient comme si j'étais Van Basten. En tant qu'homme je m'en souviendrai toute ma vie », souligne-t-il encore ému.

### 1998-2004: Chelsea FC
« The best defender in the world... and he's all ours ! ». En cet été 1998, le magazine du Chelsea FC fait sa une avec « Marcello », devenu « The Rock » à Londres. Les débuts du Français ne sont pas mémorables. Malgré la présence de Frank Lebœuf à ses côtés, Marcel confesse avoir du mal à se remettre au travail après le sacre lors de la Coupe du monde. Il demande du temps aux dirigeants ainsi qu'aux supporters. « En Italie, je dominais mon sujet dans le domaine aérien. Mais, en Angleterre, je n'arrivais plus à prendre un ballon de la tête ! », se souvient-il. « J'étais régulièrement devancé par les grands et les petits qui tous, en plus, mettaient le coude. Il m'a fallu devenir plus malin, travailler le timing, éviter la poussée de l'adversaire et ne pas répondre à la provocation ». Grâce à leur victoire en Coupe des coupes l'année précédente, les Blues disputent la Supercoupe de l'UEFA 1998, qu'ils remportent face au Real Madrid.
En 1999, Desailly est rejoint à Chelsea par Didier Deschamps, celui-ci passe une seule saison à Londres, durant laquelle le club remporte la Coupe d'Angleterre.
La saison suivante, les Blues s'imposent face à Manchester United lors du Charity Shield.
Marcel Desailly est nommé capitaine de Chelsea en juillet 2001. Le club atteint de nouveau la finale de la FA Cup en 2002, mais s'incline face à Arsenal FC.
En avril 2003, Desailly est nommé dans l'équipe type des dix premières saisons de la Premier League. Le scrutin, auquel prennent part 750 000 internautes résidant dans 184 pays, est organisé par la fédération anglaise. Sa saison est perturbée par une blessure à la hanche, mais en août il prolonge son contrat avec le club londonien pour une année supplémentaire, s'engageant ainsi jusqu'en 2005. Il fait seulement quinze apparitions en championnat durant la saison suivante. De nouveau blessé, il subit également la concurrence de John Terry, avec lequel il partage le brassard de capitaine. Chelsea atteint les demi-finales de la Ligue des champions 2003-2004 et s'incline face à l'AS Monaco entraîné par Didier Deschamps. Desailly est suspendu pour trois matches par la commission de discipline de l’UEFA pour un coup de coude donné à Fernando Morientes lors du match aller. Alors qu'il lui reste une année de contrat, il quitte le club d'un commun accord en juillet 2004,.
Durant son passage à Londres, il dispute 222 matches pour le club, dont 94 en tant que capitaine,. Il évolue aux côtés d'autres joueurs français, notamment les défenseurs Frank Lebœuf et William Gallas.

### En équipe nationale (1993-2004)

#### Défenseur indispensable (1993-1998)
Marcel Desailly est d'abord sélectionné onze fois en Juniors B1 (U16), huit fois en A2 (U17) et deux fois en A1 (U18). Il est appelé à neuf reprises en Espoirs ainsi que trois fois en équipe de France A'.
En août 1993, Desailly est appelé pour la première fois en équipe de France A par Gérard Houllier, pour un déplacement en Suède. Profitant d'un concours de circonstance, Marcel s'installe chez les Bleus (1-1). Alors âgé de 25 ans, il est appelé pour disputer les quatre dernières rencontres des « Bleus » lors des éliminatoires de la Coupe du monde 1994, il joue au poste d'arrière droit car Houiller privilégie la charnière centrale Laurent Blanc-Alain Roche.
Après l'arrivée d'Aimé Jacquet comme sélectionneur à la suite de la non-qualification de l'équipe de France, Desailly poursuit son parcours international en défense centrale ou en tant que milieu défensif, poste qu'il occupe également en club à l'AC Milan. Lors des éliminatoires du championnat d'Europe 1996, à l'occasion d'un match face à l'équipe d'Azerbaïdjan, Desailly est désigné capitaine pour la première fois. Il y inscrit également son premier but en sélection, contribuant ainsi à ce qui fut alors la plus large victoire de l'histoire de l'équipe de France (10-0). Jacquet met en place une des meilleures défenses du monde : devant Fabien Barthez dans les buts, Lilian Thuram, Laurent Blanc, Marcel Desailly et Bixente Lizarazu constituent le socle de l’équipe lauréate de la Coupe du monde 1998 et de l'Euro 2000. Ils sont alignés ensemble pour la première fois lors d’un match de préparation de l’Euro 1996 contre l’Allemagne (1:0).
Durant l'Euro, il dispute les cinq matches des « Bleus », qui s'inclinent aux tirs au but en demi-finale face à la République tchèque,.
Desailly est titulaire en défense centrale aux côtés de Laurent Blanc durant la Coupe du monde 1998. Déterminé comme jamais, il survole les débats en défense alors qu'on le dit fatigué et usé après une pénible saison italienne. En excellente condition physique, il n'est jamais pris en défaut par un adversaire. Par sa seule volonté, il sait entraîner tout le groupe France dans son sillage et se comporte comme le leader attendu par Aimé Jacquet. Il prend part aux sept rencontres disputées par la France lors du tournoi. Mais lors de la finale France - Brésil, à la 68e minute, Desailly bouscule Cafu et l'arbitre lui adresse son deuxième carton jaune de la soirée. Il devient le troisième joueur à être exclu d'une finale de Coupe du monde.
Après leur titre mondial, Desailly et ses coéquipiers sont faits Chevaliers de la Légion d'honneur par le président Jacques Chirac. En 2010, à l'occasion du lancement de l'Indice Castrol, Desailly se voit attribuer la note de 9,71/10 pour la compétition grâce à ses 38 interceptions et 132 récupérations de balle.

#### Capitaine des Bleus (1999-2004)
Desailly prend ensuite part à la campagne de qualification pour le championnat d'Europe 2000. Au premier tour de l'Euro, le sélectionneur Roger Lemerre décide d'aligner une équipe constituée de remplaçants face aux Pays-Bas, alors que la France est déjà qualifiée pour les quarts de finale. Desailly est le seul titulaire à entamer le match, remporté sur le score de 3-2 par les bataves. L'équipe de France devient championne d'Europe en s'imposant face à l'Italie lors de la finale. À l'issue du tournoi, Didier Deschamps annonce sa retraite internationale et Desailly lui succède en tant que capitaine.
La finale est la dernière sortie officielle de la défense Thuram-Blanc-Desailly-Lizarazu. Ces quatre défenseurs complémentaires ne perdent pas un seul match officiel en 28 rencontres entre 1996 et 2000. Mieux, ils n’encaissent ensemble que 13 buts en 28 matches. Entre 1996 et 2000, la France joue 57 matches n'en perdant que cinq, à chaque fois un des quatre joueurs au moins manque à l’appel.
Les « Bleus » remportent la Coupe des confédérations 2001, coorganisée par la Corée du Sud et le Japon. Desailly inscrit le but de la victoire en demi-finale face au Brésil.
Il prend part aux trois rencontres disputées par la France durant la Coupe du monde 2002. Lors du premier contre le Sénégal, la charnière centrale française composée de Desailly et de Frank Lebœuf souffre contre El-Hadji Diouf (défaite 1-0). Les champions du monde et d’Europe sont à la peine et la France se doit de faire un résultat face à l’Uruguay si elle ne veut pas hypothéquer ses chances de qualification pour les huitièmes de finale. 90 minutes plus tard, les hommes de Lemerre rate l'occasion après un bien triste 0:0. L'équipe est éliminée au premier tour après avoir concédé deux défaites et un match nul, il a tiré sur la barre face au Danemark à la 50e minute alors que le score était de 0-1.
En octobre 2002, Desailly atteint les 100 sélections en équipe de France lors d'une rencontre qualificative pour le championnat d'Europe 2004 face à la Slovénie. Il se blesse en février 2003 lors de France-République tchèque et ne peut disputer les deux derniers matches qualificatifs pour l'Euro. En avril, il devient le recordman des sélections en équipe de France à l'occasion d'un match amical face à l'équipe d'Égypte. Il devance alors son ancien coéquipier Didier Deschamps, appelé à 103 reprises entre 1989 et 2000. Néanmoins, le défenseur estime que son record « sera rapidement battu par quelqu'un comme Patrick Vieira ou Lilian Thuram » et annonce qu'il quittera la sélection après l'Euro.
En juin 2003, l'équipe de France remporte la Coupe des confédérations, battant en finale l'équipe du Cameroun, endeuillée par le décès de Marc-Vivien Foé durant le tournoi. Dans un geste symbolique, Desailly associe son homologue camerounais Rigobert Song à la remise du trophée.
En 2004, le magazine France Football dresse une liste des 100 joueurs les plus marquants de l'histoire des « Bleus », à l'occasion du centenaire de l'équipe de France. Desailly figure à la quatrième place du classement. Il se blesse de nouveau lors de la rencontre France-Brésil organisée en mai 2004 pour célébrer le centenaire de la FIFA.
Il est remplaçant lors du premier match de l'Euro face à l'Angleterre et effectue son retour lors de la rencontre suivante, opposant la France à la Croatie. À la 54e minute, il manque une intervention, erreur dont profite Dado Pršo pour donner l'avantage aux Croates. Desailly passe le reste du tournoi sur le banc des remplaçants. Après l'élimination des Français par l'équipe de Grèce en quart de finale, il annonce, à 36 ans, sa retraite internationale.

### Fin de carrière au Qatar (2004-2006)
Durant l'été 2004, laissé libre par le Chelsea FC, Desailly est en contact avec le Crystal Palace FC, le Portsmouth FC, le Celtic FC et le Ghana, son pays d'origine. En octobre 2004, l'ancien capitaine des Bleus s'engage à 36 ans pour sept mois en faveur du club qatari d'Al-Ittihad (D1). « J'étais en contact avec plusieurs clubs mais finalement, j'ai choisi Al-Ittihad, un club doté de superbes infrastructures, d'un beau petit stade et entraîné par un Français, Bruno Metsu, ancien sélectionneur du Sénégal ». « Je suis prêt pour jouer au Qatar que j'ai apprécié lors d'une première visite il y a quelques mois, d'autant que plusieurs joueurs professionnels évoluent », déclare Desailly qui, selon Le Parisien, perçoit la somme de 4,5 millions d'euros pour cette pige de sept mois. Avec le club qatari, il remporte le championnat 2004-2005.
À l'intersaison 2005, il est recruté par le Qatar Sports Club, formation qu'il quitte au mois de novembre afin de revenir en France et se rapprocher de sa famille. « Je suis un peu nostalgique, à cause de l'éloignement de ma famille restée en France ». Il ajoute qu'il souhaite néanmoins pouvoir rebondir et continuer à jouer au football.
En décembre, il déclare vouloir attendre jusqu'au mois d'avril et le début du championnat des États-Unis avant de mettre éventuellement un terme à sa carrière. Le 7 mai 2006, à l'occasion de la 15e cérémonie annuelle de l'UNFP, Desailly annonce sa retraite sportive en mai 2006. Il indique avoir envisagé poursuivre sa carrière en Australie ou aux États-Unis, mais invoque son souhait de s'occuper de sa famille.

### Reconversion
Marcel Desailly écrit son autobiographie en collaboration avec le journaliste Philippe Broussard. Intitulée Capitaine, elle paraît chez Stock en 2002. La même année, les ventes du livre atteignent les 80 000 exemplaires.
Interrogé en avril 2002 par le mensuel Capital sur ses attentes vis-à-vis du gouvernement Raffarin, il explique: « Il faudra augmenter les moyens des forces de l’ordre. Autre impératif : baisser l’impôt sur les sociétés et l’impôt sur le revenu qui étouffent le pays. La France est vraiment en retard. En Grande-Bretagne, où je vis, on peut plus facilement créer des entreprises sans être accablé par les taxes. »
En 2001, Desailly anime le magazine Parole de Capitaine, diffusé le samedi sur la chaîne TPS Star. En 2006, il rejoint la radio Europe 1 en qualité de consultant. Il intervient également sur Canal+, lors des soirées de Ligue des champions, et sur la chaîne britannique BBC. Durant la Coupe du monde 2006, ses commentaires irritent plusieurs joueurs de l'équipe de France, notamment Willy Sagnol,. En 2014, il quitte Canal+ pour rejoindre BeIN Sports.
Sollicité par les médias, le monde de la publicité et des affaires après le titre mondial de 1998, Desailly devient un symbole de réussite et acquiert une image d'homme d'affaires, notamment grâce à des films publicitaires SFR réalisés par Bruno Aveillan, le faisant apparaître tel un communicant hors pair, accessible et humain. Il fait ensuite partie des footballeurs français les plus demandés par les annonceurs. En 2002, le joueur était toujours sous contrat avec l'opérateur de téléphonie mobile SFR, pour lequel il a tenu une chronique quotidienne durant la Coupe du monde, ainsi que l'équipementier Adidas, les biscuits LU, ou encore l'éditeur de jeux vidéo Ubisoft. Il prête également son image à l'entreprise britannique de paris sportifs BetClic Limited depuis 2006 en tant que spécialiste des pronostics foot.
En mars 2007, Marcel Desailly accepte un poste de recruteur dans son ancien club, l'AC Milan. Il est chargé de détecter de jeunes joueurs sur le continent africain.
En 2007, Desailly est nommé « ambassadeur de bonne volonté » de l'Unicef. En février 2008, il est désigné « ambassadeur contre le racisme » par le secrétaire d'État français aux sports, Bernard Laporte.
Il fait également partie du comité d'organisation de la Coupe d'Afrique des nations 2008 qui se déroule dans son pays natal, le Ghana,.
Il est visé en 2014 par une enquête des autorités fiscales françaises, qui le soupçonnent de détenir des comptes non déclarés en Suisse.
En novembre 2022, lors de la cérémonie d'ouverture de la Coupe du monde de football 2022 au Qatar, il présente le trophée de la Coupe du monde au stade Al-Bayt d'Al-Khor avant le match d'ouverture.

## Style de jeu: «the Rock»
Marcel Desailly est un vrai défenseur avec une grande capacité de récupération de ballons. Sur le plan offensif, en position de relance, il se contente souvent de n'être qu'un relais pour ses coéquipiers. Cependant, face au but, par sa détente et son excellent jeu de tête, il se montre souvent efficace, notamment sur les coups de pied arrêtés. De par son attitude et son port de tête, il apparaît plus imposant qu'il ne l'est (1,83 m). Dans ses interventions au sol ou en l'air, il se montre explosif. Grâce à une détente impressionnante, il remporte la majorité de ses duels aériens défensifs mais aussi offensifs. Résistant à l'effort, il impose des combats à ses adversaires directs.
De par sa formation nantaise, Desailly aime évoluer dans des défenses « à plat ». Il est d'ailleurs capable de se contenter de marquer un joueur durant toute une rencontre. Un de ses points forts est sa force mentale. Face à un attaquant, il se comporte comme un buteur devant le but, avec un unique objectif en tête : prendre le ballon. Pour y parvenir, il joue tous les ballons à 100 %. Plus généralement, son palmarès et sa longévité au plus haut niveau le prouvent, il est un gagneur, un compétiteur.

## Statistiques

### Générales
| Saison                | Club                   | Championnat           | Championnat | Championnat | Coupe nationale | Coupe nationale | Coupe de la Ligue | Coupe de la Ligue | Compétition(s) continentale(s) | Compétition(s) continentale(s) | Compétition(s) continentale(s) | Coupe intercontinentale | Coupe intercontinentale | France | France | Total | Total |
| Saison                | Club                   | Division              | M.          | B.          | M.              | B.              | M.                | B.                | Comp.                          | M.                             | B.                             | M.                      | B.                      | M.     | B.     | M.    | B.    |
| 1986-1987             | FC Nantes              | D1                    | 13          | -           | 1               | -               | -                 | -                 | C3                             | 2                              | -                              | -                       | -                       | -      | -      | 16    | 0     |
| 1987-1988             | FC Nantes              | D1                    | 11          | -           | 1               | -               | -                 | -                 | -                              | -                              | -                              | -                       | -                       | -      | -      | 12    | 0     |
| 1988-1989             | FC Nantes              | D1                    | 36          | 1           | 4               | -               | -                 | -                 | -                              | -                              | -                              | -                       | -                       | -      | -      | 40    | 1     |
| 1989-1990             | FC Nantes              | D1                    | 36          | 1           | 3               | -               | -                 | -                 | -                              | -                              | -                              | -                       | -                       | -      | -      | 39    | 1     |
| 1990-1991             | FC Nantes              | D1                    | 34          | 1           | 4               | -               | -                 | -                 | -                              | -                              | -                              | -                       | -                       | -      | -      | 38    | 1     |
| 1991-1992             | FC Nantes              | D1                    | 32          | 2           | 1               | -               | -                 | -                 | -                              | -                              | -                              | -                       | -                       | -      | -      | 33    | 2     |
| Sous-total            | Sous-total             | Sous-total            | 162         | 5           | 14              | 0               | 0                 | 0                 | -                              | 2                              | 0                              | 0                       | 0                       | 0      | 0      | 178   | 5     |
| 1992-1993             | Olympique de Marseille | D1                    | 31          | 1           | 3               | -               | -                 | -                 | C1                             | 10                             | 1                              | -                       | -                       | -      | -      | 44    | 2     |
| 1993-1994             | Olympique de Marseille | D1                    | 16          | -           | -               | -               | -                 | -                 | -                              | -                              | -                              | -                       | -                       | 3      | -      | 19    | 0     |
| Sous-total            | Sous-total             | Sous-total            | 47          | 1           | 3               | 0               | 0                 | 0                 | -                              | 10                             | 1                              | 0                       | 0                       | 3      | 0      | 63    | 2     |
| 1993-1994             | AC Milan               | Serie A               | 21          | 1           | 1               | -               | -                 | -                 | C1                             | 9                              | 2                              | 1                       | -                       | 4      | -      | 36    | 3     |
| 1994-1995             | AC Milan               | Serie A               | 22          | 1           | 1               | -               | -                 | -                 | C1                             | 10                             | -                              | 1                       | -                       | 7      | -      | 41    | 1     |
| 1995-1996             | AC Milan               | Serie A               | 32          | 2           | 1               | -               | -                 | -                 | C3                             | 7                              | -                              | -                       | -                       | 14     | 1      | 54    | 3     |
| 1996-1997             | AC Milan               | Serie A               | 29          | 1           | 4               | -               | -                 | -                 | C1                             | 5                              | -                              | -                       | -                       | 7      | -      | 45    | 1     |
| 1997-1998             | AC Milan               | Serie A               | 33          | -           | 8               | -               | -                 | -                 | -                              | -                              | -                              | -                       | -                       | 14     | 1      | 55    | 1     |
| Sous-total            | Sous-total             | Sous-total            | 137         | 5           | 15              | 0               | 0                 | 0                 | -                              | 31                             | 2                              | 2                       | 0                       | 46     | 2      | 231   | 9     |
| 1998-1999             | Chelsea FC             | Premier League        | 31          | -           | 6               | -               | -                 | -                 | C2                             | 8                              | 1                              | -                       | -                       | 7      | -      | 52    | 1     |
| 1999-2000             | Chelsea FC             | Premier League        | 23          | 1           | 4               | -               | -                 | -                 | C1                             | 16                             | -                              | -                       | -                       | 16     | -      | 59    | 1     |
| 2000-2001             | Chelsea FC             | Premier League        | 34          | 2           | 4               | -               | 1                 | -                 | C3                             | 1                              | -                              | -                       | -                       | 13     | 1      | 53    | 3     |
| 2001-2002             | Chelsea FC             | Premier League        | 24          | 1           | 8               | -               | 3                 | -                 | C3                             | 2                              | -                              | -                       | -                       | 12     | -      | 49    | 1     |
| 2002-2003             | Chelsea FC             | Premier League        | 31          | 2           | 1               | -               | -                 | -                 | C3                             | 1                              | -                              | -                       | -                       | 11     | -      | 44    | 2     |
| 2003-2004             | Chelsea FC             | Premier League        | 15          | -           | 1               | -               | 1                 | -                 | C1                             | 8                              | -                              | -                       | -                       | 8      | -      | 33    | 0     |
| Sous-total            | Sous-total             | Sous-total            | 158         | 6           | 24              | 0               | 5                 | 0                 | -                              | 36                             | 1                              | 0                       | 0                       | 67     | 1      | 290   | 8     |
| 2004-2005             | Al-Gharafa             | Stars League          | -           | -           | -               | -               | -                 | -                 | -                              | -                              | -                              | -                       | -                       | -      | -      | 0     | 0     |
| 2005-2006             | Qatar SC               | Stars League          | -           | -           | -               | -               | -                 | -                 | -                              | -                              | -                              | -                       | -                       | -      | -      | 0     | 0     |
| Total sur la carrière | Total sur la carrière  | Total sur la carrière | 504         | 17          | 56              | 0               | 5                 | 0                 | -                              | 79                             | 4                              | 2                       | 0                       | 116    | 3      | 762   | 24    |

### Buts internationaux
| 0     | Date                                                                               | Lieu                                                                               | Adversaire                                                                         | Résultat                                                                           | Compétition                                                                        | Détail                                                                             | Détail                                                                             | Détail                                                                             | Sél.                                                                               |
| ----- | ---------------------------------------------------------------------------------- | ---------------------------------------------------------------------------------- | ---------------------------------------------------------------------------------- | ---------------------------------------------------------------------------------- | ---------------------------------------------------------------------------------- | ---------------------------------------------------------------------------------- | ---------------------------------------------------------------------------------- | ---------------------------------------------------------------------------------- | ---------------------------------------------------------------------------------- |
| 1er   | 6 septembre 1995                                                                   | Stade de l'Abbé-Deschamps, Auxerre, France                                         | Azerbaïdjan                                                                        | V 10 - 0                                                                           | Éliminatoires de l'Euro 1996                                                       | 13e                                                                                | de la tête                                                                         | 1-0                                                                                | 16e                                                                                |
| 2e    | 25 février 1998                                                                    | Stade Vélodrome, Marseille, France                                                 | Norvège                                                                            | N 3 - 3                                                                            | Match amical                                                                       | 90+2e                                                                              | de la tête                                                                         | 3-3                                                                                | 39e                                                                                |
| 3e    | 7 juin 2001                                                                        | Stade de la Coupe du monde, Suwon, Corée du Sud                                    | Brésil                                                                             | V 2 - 1                                                                            | Demi-finale de la Coupe des confédérations 2001                                    | 54e                                                                                | de la tête                                                                         | 2-1                                                                                | 84e                                                                                |
| Total | 3 buts (3 de la tête), en 116 sélections entre le 22 août 1993 et le 17 juin 2004. | 3 buts (3 de la tête), en 116 sélections entre le 22 août 1993 et le 17 juin 2004. | 3 buts (3 de la tête), en 116 sélections entre le 22 août 1993 et le 17 juin 2004. | 3 buts (3 de la tête), en 116 sélections entre le 22 août 1993 et le 17 juin 2004. | 3 buts (3 de la tête), en 116 sélections entre le 22 août 1993 et le 17 juin 2004. | 3 buts (3 de la tête), en 116 sélections entre le 22 août 1993 et le 17 juin 2004. | 3 buts (3 de la tête), en 116 sélections entre le 22 août 1993 et le 17 juin 2004. | 3 buts (3 de la tête), en 116 sélections entre le 22 août 1993 et le 17 juin 2004. | 3 buts (3 de la tête), en 116 sélections entre le 22 août 1993 et le 17 juin 2004. |

### Matchs internationaux
| Matchs internationaux de Marcel Desailly | Matchs internationaux de Marcel Desailly | Matchs internationaux de Marcel Desailly          | Matchs internationaux de Marcel Desailly | Matchs internationaux de Marcel Desailly | Matchs internationaux de Marcel Desailly         | Matchs internationaux de Marcel Desailly                                  |
| #                                        | Date                                     | Lieu                                              | Adversaire                               | Résultat                                 | Compétition                                      | Notes                                                                     |
| ---------------------------------------- | ---------------------------------------- | ------------------------------------------------- | ---------------------------------------- | ---------------------------------------- | ------------------------------------------------ | ------------------------------------------------------------------------- |
| 1                                        | 22 août 1993                             | Stade Råsunda, Solna, Suède                       | Suède                                    | N 1 - 1                                  | Éliminatoires de la Coupe du monde 1994          | Titulaire.                                                                |
| 2                                        | 8 septembre 1993                         | Stade Ratina, Tampere, Finlande                   | Finlande                                 | V 2 - 0                                  | Éliminatoires de la Coupe du monde 1994          | Titulaire.                                                                |
| 3                                        | 13 octobre 1993                          | Parc des Princes, Paris, France                   | Israël                                   | D 2 - 3                                  | Éliminatoires de la Coupe du monde 1994          | Titulaire.                                                                |
| 4                                        | 17 novembre 1993                         | Parc des Princes, Paris, France                   | Bulgarie                                 | D 1 - 2                                  | Éliminatoires de la Coupe du monde 1994          | Titulaire.                                                                |
| 5                                        | 16 février 1994                          | Stade San Paolo, Naples, Italie                   | Italie                                   | V 1 - 0                                  | Match amical                                     | Titulaire, remplacé par Corentin Martins à la 90e minute.                 |
| 6                                        | 22 mars 1994                             | Stade de Gerland, Lyon, France                    | Chili                                    | V 3 - 1                                  | Match amical                                     | Titulaire, remplacé par Christian Karembeu à la 72e minute.               |
| 7                                        | 29 mai 1994                              | Stade olympique national, Tokyo, Japon            | Japon                                    | V 4 - 1                                  | Match amical                                     | Titulaire.                                                                |
| 8                                        | 17 août 1994                             | Parc Lescure, Bordeaux, France                    | Tchéquie                                 | N 2 - 2                                  | Match amical                                     | Titulaire, remplacé par Jean-Michel Ferri à la 24e minute.                |
| 9                                        | 8 octobre 1994                           | Stade Geoffroy-Guichard, Saint-Étienne, France    | Roumanie                                 | N 0 - 0                                  | Éliminatoires de l'Euro 1996                     | Titulaire.                                                                |
| 10                                       | 16 novembre 1994                         | Stade Górnik, Zabrze, Pologne                     | Pologne                                  | N 0 - 0                                  | Éliminatoires de l'Euro 1996                     | Titulaire.                                                                |
| 11                                       | 13 décembre 1994                         | Stade Hüseyin-Avni-Aker, Trabzon, Turquie         | Azerbaïdjan                              | V 2 - 0                                  | Éliminatoires de l'Euro 1996                     | Titulaire, remplacé par Jean-Michel Ferri à la 71e minute.                |
| 12                                       | 18 janvier 1995                          | Stadion Galgenwaard, Utrecht, Pays-Bas            | Pays-Bas                                 | V 1 - 0                                  | Match amical                                     | Titulaire.                                                                |
| 13                                       | 18 janvier 1995                          | Stade Ramat Gan, Tel Aviv, Israël                 | Israël                                   | N 0 - 0                                  | Éliminatoires de l'Euro 1996                     | Titulaire.                                                                |
| 14                                       | 26 avril 1995                            | Stade de la Beaujoire, Nantes, France             | Slovaquie                                | V 4 - 0                                  | Éliminatoires de l'Euro 1996                     | Titulaire.                                                                |
| 15                                       | 16 août 1995                             | Parc des Princes, Paris, France                   | Pologne                                  | N 1 - 1                                  | Éliminatoires de l'Euro 1996                     | Titulaire.                                                                |
| 16                                       | 6 septembre 1995                         | Stade de l'Abbé-Deschamps, Auxerre, France        | Azerbaïdjan                              | V 10 - 0                                 | Éliminatoires de l'Euro 1996                     | Titulaire, capitaine et buteur.                                           |
| 17                                       | 11 octobre 1995                          | Stade Steaua, Bucarest, Roumanie                  | Roumanie                                 | V 3 - 1                                  | Éliminatoires de l'Euro 1996                     | Titulaire.                                                                |
| 18                                       | 15 novembre 1995                         | Stade Michel-d'Ornano, Caen, France               | Israël                                   | V 2 - 0                                  | Éliminatoires de l'Euro 1996                     | Titulaire.                                                                |
| 19                                       | 24 janvier 1996                          | Parc des Princes, Paris, France                   | Portugal                                 | V 3 - 2                                  | Match amical                                     | Titulaire et capitaine.                                                   |
| 20                                       | 21 février 1996                          | Stade des Costières, Nîmes, France                | Grèce                                    | V 3 - 1                                  | Match amical                                     | Titulaire.                                                                |
| 21                                       | 29 mai 1996                              | Stade de la Meinau, Strasbourg, France            | Finlande                                 | V 2 - 0                                  | Match amical                                     | Titulaire et capitaine.                                                   |
| 22                                       | 1er juin 1996                            | Gottlieb-Daimler-Stadion, Stuttgart, Allemagne    | Allemagne                                | V 1 - 0                                  | Match amical                                     | Titulaire.                                                                |
| 23                                       | 5 juin 1996                              | Stadium Nord, Villeneuve-d'Ascq, France           | Arménie                                  | V 2 - 0                                  | Match amical                                     | Titulaire.                                                                |
| 24                                       | 10 juin 1996                             | St James' Park, Newcastle, Angleterre             | Roumanie                                 | V 1 - 0                                  | Premier tour de l'Euro 1996                      | Titulaire.                                                                |
| 25                                       | 15 juin 1996                             | Elland Road, Leeds, Angleterre                    | Espagne                                  | N 1 - 1                                  | Premier tour de l'Euro 1996                      | Titulaire.                                                                |
| 26                                       | 18 juin 1996                             | St James' Park, Newcastle, Angleterre             | Bulgarie                                 | V 3 - 1                                  | Premier tour de l'Euro 1996                      | Titulaire.                                                                |
| 27                                       | 22 juin 1996                             | Anfield, Liverpool, Angleterre                    | Pays-Bas                                 | N 0 - 0 5-4 t.a.b                        | Quart de finale de l'Euro 1996                   | Titulaire.                                                                |
| 28                                       | 26 juin 1996                             | Old Trafford, Manchester, Angleterre              | Tchéquie                                 | N 0 - 0 5-6 t.a.b                        | Demi-finale de l'Euro 1996                       | Titulaire.                                                                |
| 29                                       | 31 août 1996                             | Parc des Princes, Paris, France                   | Mexique                                  | V 2 - 0                                  | Match amical                                     | Titulaire, remplacé par Frank Lebœuf à la 46e minute.                     |
| 30                                       | 9 novembre 1996                          | Parken Stadium, Copenhague, Danemark              | Danemark                                 | D 0 - 1                                  | Match amical                                     | Titulaire.                                                                |
| 31                                       | 22 janvier 1997                          | Estádio 1.º de Maio (pt), Braga, Portugal         | Portugal                                 | V 2 - 0                                  | Match amical                                     | Titulaire.                                                                |
| 32                                       | 26 février 1997                          | Parc des Princes, Paris, France                   | Pays-Bas                                 | V 2 - 1                                  | Match amical                                     | Titulaire.                                                                |
| 33                                       | 2 avril 1997                             | Parc des Princes, Paris, France                   | Suède                                    | V 1 - 0                                  | Match amical                                     | Titulaire.                                                                |
| 34                                       | 3 juin 1997                              | Stade de Gerland, Lyon, France                    | Brésil                                   | N 1 - 1                                  | Tournoi de France 1997                           | Titulaire, remplacé par Lilian Thuram à la 67e minute.                    |
| 35                                       | 11 juin 1997                             | Parc des Princes, Paris, France                   | Italie                                   | N 2 - 2                                  | Tournoi de France 1997                           | Titulaire, remplacé par Bruno Ngotty à la 85e minute.                     |
| 36                                       | 11 octobre 1997                          | Stade Bollaert, Lens, France                      | Afrique du Sud                           | V 2 - 1                                  | Match amical                                     | Titulaire.                                                                |
| 37                                       | 12 novembre 1997                         | Stade Geoffroy-Guichard, Saint-Étienne, France    | Écosse                                   | V 2 - 1                                  | Match amical                                     | Titulaire.                                                                |
| 38                                       | 28 janvier 1998                          | Stade de France, Saint-Denis, France              | Espagne                                  | V 1 - 0                                  | Match amical                                     | Titulaire.                                                                |
| 39                                       | 25 février 1998                          | Stade Vélodrome, Marseille, France                | Norvège                                  | N 3 - 3                                  | Match amical                                     | Titulaire et buteur.                                                      |
| 40                                       | 25 mars 1998                             | Stade Dynamo, Moscou, Russie                      | Russie                                   | D 0 - 1                                  | Match amical                                     | Titulaire.                                                                |
| 41                                       | 27 mai 1998                              | Stade Mohammed-V, Casablanca, Maroc               | Belgique                                 | V 1 - 0                                  | Tournoi Hassan II 1998                           | Titulaire.                                                                |
| 42                                       | 5 juin 1998                              | Olympiastadion, Helsinki, Finlande                | Finlande                                 | V 1 - 0                                  | Match amical                                     | Titulaire.                                                                |
| 43                                       | 12 juin 1998                             | Stade Vélodrome, Marseille, France                | Afrique du Sud                           | V 3 - 0                                  | Premier tour de la Coupe du monde 1998           | Titulaire.                                                                |
| 44                                       | 18 juin 1998                             | Stade de France, Saint-Denis, France              | Arabie saoudite                          | V 4 - 0                                  | Premier tour de la Coupe du monde 1998           | Titulaire.                                                                |
| 45                                       | 24 juin 1998                             | Stade de Gerland, Lyon, France                    | Danemark                                 | V 2 - 1                                  | Premier tour de la Coupe du monde 1998           | Titulaire et capitaine.                                                   |
| 46                                       | 28 juin 1998                             | Stade Bollaert, Lens, France                      | Paraguay                                 | V 1 - 0 b.e.o                            | Huitième de finale de la Coupe du monde 1998     | Titulaire.                                                                |
| 47                                       | 3 juillet 1998                           | Stade de France, Saint-Denis, France              | Italie                                   | N 0 - 0 4-3 t.a.b                        | Quart de finale de la Coupe du monde 1998        | Titulaire.                                                                |
| 48                                       | 8 juillet 1998                           | Stade de France, Saint-Denis, France              | Croatie                                  | V 2 - 1                                  | Demi-finale de la Coupe du monde 1998            | Titulaire.                                                                |
| 49                                       | 12 juillet 1998                          | Stade de France, Saint-Denis, France              | Brésil                                   | V 3 - 0                                  | Finale de la Coupe du monde 1998                 | Titulaire, expulsé à la 68e minute.                                       |
| 50                                       | 10 octobre 1998                          | Stade Loujniki, Moscou, Russie                    | Russie                                   | V 3 - 2                                  | Éliminatoires de l'Euro 2000                     | Titulaire.                                                                |
| 51                                       | 20 janvier 1999                          | Stade Vélodrome, Marseille, France                | Maroc                                    | V 1 - 0                                  | Match amical                                     | Titulaire.                                                                |
| 52                                       | 10 février 1999                          | Stade de Wembley, Londres, Angleterre             | Angleterre                               | V 2 - 0                                  | Match amical                                     | Titulaire.                                                                |
| 53                                       | 27 mars 1999                             | Stade de France, Saint-Denis, France              | Ukraine                                  | N 0 - 0                                  | Éliminatoires de l'Euro 2000                     | Titulaire.                                                                |
| 54                                       | 31 mars 1999                             | Stade de France, Saint-Denis, France              | Arménie                                  | V 2 - 0                                  | Éliminatoires de l'Euro 2000                     | Titulaire.                                                                |
| 55                                       | 5 juin 1999                              | Stade de France, Saint-Denis, France              | Russie                                   | D 2 - 3                                  | Éliminatoires de l'Euro 2000                     | Titulaire.                                                                |
| 56                                       | 9 juin 1999                              | Stade de Montjuïc, Barcelone, Espagne             | Andorre                                  | V 1 - 0                                  | Éliminatoires de l'Euro 2000                     | Titulaire et capitaine.                                                   |
| 57                                       | 18 août 1999                             | Windsor Park, Belfast, Irlande du Nord            | Irlande du Nord                          | V 1 - 0                                  | Match amical                                     | Titulaire, remplacé par Frank Lebœuf à la 65e minute.                     |
| 58                                       | 4 septembre 1999                         | Olimpiski, Kiev, Ukraine                          | Ukraine                                  | N 0 - 0                                  | Éliminatoires de l'Euro 2000                     | Titulaire.                                                                |
| 59                                       | 8 septembre 1999                         | Stade Hrazdan, Erevan, Arménie                    | Arménie                                  | V 3 - 2                                  | Éliminatoires de l'Euro 2000                     | Titulaire.                                                                |
| 60                                       | 9 octobre 1999                           | Stade de France, Saint-Denis, France              | Islande                                  | V 3 - 2                                  | Éliminatoires de l'Euro 2000                     | Titulaire.                                                                |
| 89                                       | 13 novembre 1999                         | Stade de France, Saint-Denis, France              | Croatie                                  | V 3 - 0                                  | Match amical                                     | Titulaire et capitaine.                                                   |
| 62                                       | 23 février 2000                          | Stade de France, Saint-Denis, France              | Pologne                                  | V 1 - 0                                  | Match amical                                     | Titulaire.                                                                |
| 63                                       | 29 mars 2000                             | Hampden Park, Glasgow, Écosse                     | Écosse                                   | V 2 - 0                                  | Match amical                                     | Titulaire.                                                                |
| 64                                       | 28 mai 2000                              | Stade Maksimir, Zagreb, Croatie                   | Croatie                                  | V 2 - 0                                  | Match amical                                     | Titulaire.                                                                |
| 65                                       | 4 juin 2000                              | Stade Mohammed-V, Casablanca, Maroc               | Japon                                    | N 2 - 2 4-2 t.a.b                        | Tournoi Hassan II 2000                           | Titulaire, remplacé par Frank Lebœuf à la 67e minute.                     |
| 66                                       | 6 juin 2000                              | Stade Mohammed-V, Casablanca, Maroc               | Maroc                                    | V 5 - 1                                  | Tournoi Hassan II 2000                           | Titulaire et capitaine.                                                   |
| 67                                       | 11 juin 2000                             | Stade Jan-Breydel, Bruges, Belgique               | Danemark                                 | V 3 - 0                                  | Premier tour de l'Euro 2000                      | Titulaire.                                                                |
| 68                                       | 16 juin 2000                             | Stade Jan-Breydel, Bruges, Belgique               | Tchéquie                                 | V 2 - 1                                  | Premier tour de l'Euro 2000                      | Titulaire.                                                                |
| 69                                       | 21 juin 2000                             | Amsterdam ArenA, Amsterdam, Pays-Bas              | Pays-Bas                                 | D 2 - 3                                  | Premier tour de l'Euro 2000                      | Titulaire et capitaine.                                                   |
| 70                                       | 25 juin 2000                             | Stade Jan-Breydel, Bruges, Belgique               | Espagne                                  | V 2 - 1                                  | Quart de finale de l'Euro 2000                   | Titulaire.                                                                |
| 71                                       | 28 juin 2000                             | Stade Roi Baudouin, Bruxelles, Belgique           | Portugal                                 | V 2 - 1 b.e.o                            | Demi-finale de l'Euro 2000                       | Titulaire.                                                                |
| 72                                       | 2 juillet 2000                           | Stade de Feyenoord, Rotterdam, Pays-Bas           | Italie                                   | V 2 - 1 b.e.o                            | Finale de l'Euro 2000                            | Titulaire.                                                                |
| 73                                       | 16 août 2000                             | Stade Vélodrome, Marseille, France                | Sélection FIFA                           | V 5 - 1                                  | Match amical                                     | Titulaire.                                                                |
| 74                                       | 2 septembre 2000                         | Stade de France, Saint-Denis, France              | Angleterre                               | N 1 - 1                                  | Match amical                                     | Titulaire.                                                                |
| 75                                       | 4 octobre 2000                           | Stade de France, Saint-Denis, France              | Cameroun                                 | N 1 - 1                                  | Match amical                                     | Titulaire et capitaine.                                                   |
| 76                                       | 7 octobre 2000                           | Ellis Park Stadium, Johannesbourg, Afrique du Sud | Afrique du Sud                           | N 0 - 0                                  | Match amical                                     | Titulaire et capitaine.                                                   |
| 77                                       | 15 novembre 2000                         | Stade İnönü du BJK, Istanbul, Turquie             | Turquie                                  | V 4 - 0                                  | Match amical                                     | Titulaire et capitaine.                                                   |
| 78                                       | 27 février 2001                          | Stade de France, Saint-Denis, France              | Allemagne                                | V 1 - 0                                  | Match amical                                     | Titulaire et capitaine, remplacé par Mikaël Silvestre à la 76e minute.    |
| 79                                       | 24 mars 2001                             | Stade de France, Saint-Denis, France              | Japon                                    | V 5 - 0                                  | Match amical                                     | Titulaire et capitaine.                                                   |
| 80                                       | 28 mars 2001                             | Stade de Mestalla, Valence, Espagne               | Espagne                                  | D 1 - 2                                  | Match amical                                     | Titulaire et capitaine.                                                   |
| 81                                       | 25 avril 2001                            | Stade de France, Saint-Denis, France              | Portugal                                 | V 4 - 0                                  | Match amical                                     | Titulaire et capitaine.                                                   |
| 82                                       | 30 mai 2001                              | Stade de Daegu, Daegu, Corée du Sud               | Corée du Sud                             | V 5 - 0                                  | Premier tour de la Coupe des confédérations 2001 | Titulaire et capitaine.                                                   |
| 83                                       | 3 juin 2001                              | Stade d'Ulsan Munsu, Daegu, Corée du Sud          | Mexique                                  | V 4 - 0                                  | Premier tour de la Coupe des confédérations 2001 | Titulaire et capitaine.                                                   |
| 84                                       | 7 juin 2001                              | Stade de Suwon, Suwon, Corée du Sud               | Brésil                                   | V 2 - 1                                  | Demi-finale de la Coupe des confédérations 2001  | Titulaire, capitaine et buteur.                                           |
| 85                                       | 10 juin 2001                             | Stade de Yokohama, Yokohama, Japon                | Japon                                    | V 1 - 0                                  | Finale de la Coupe des confédérations 2001       | Titulaire et capitaine.                                                   |
| 86                                       | 15 août 2001                             | Stade de la Beaujoire, Nantes, France             | Danemark                                 | V 1 - 0                                  | Match amical                                     | Titulaire et capitaine.                                                   |
| 87                                       | 1er septembre 2001                       | Estadio Nacional de Chile, Santiago, Chili        | Chili                                    | D 1 - 2                                  | Match amical                                     | Titulaire et capitaine, remplacé par Frank Lebœuf à la 46e minute.        |
| 88                                       | 6 octobre 2001                           | Stade de France, Saint-Denis, France              | Algérie                                  | V 4 - 1                                  | Match amical                                     | Titulaire et capitaine.                                                   |
| 89                                       | 11 novembre 2001                         | Cricket Ground, Melbourne, Australie              | Australie                                | N 1 - 1                                  | Match amical                                     | Titulaire et capitaine, remplacé par Mikaël Silvestre à la 83e minute.    |
| 90                                       | 13 février 2002                          | Stade de France, Saint-Denis, France              | Roumanie                                 | V 2 - 1                                  | Match amical                                     | Titulaire et capitaine.                                                   |
| 91                                       | 27 mars 2002                             | Stade de France, Saint-Denis, France              | Écosse                                   | V 5 - 0                                  | Match amical                                     | Titulaire et capitaine, remplacé par Mikaël Silvestre à la 46e minute.    |
| 92                                       | 17 avril 2002                            | Stade de France, Saint-Denis, France              | Russie                                   | N 0 - 0                                  | Match amical                                     | Titulaire et capitaine.                                                   |
| 93                                       | 18 mai 2002                              | Stade de France, Saint-Denis, France              | Belgique                                 | D 1 - 2                                  | Match amical                                     | Titulaire et capitaine.                                                   |
| 94                                       | 26 mai 2002                              | Big Bird Stadium, Suwon, Corée du Sud             | Corée du Sud                             | V 3 - 2                                  | Match amical                                     | Titulaire et capitaine, remplacé par Mikaël Silvestre à la 73e minute.    |
| 95                                       | 31 mai 2002                              | Seoul World Cup Stadium, Séoul, Corée du Sud      | Sénégal                                  | D 0 - 1                                  | Premier tour de la Coupe du monde 2002           | Titulaire et capitaine.                                                   |
| 96                                       | 6 juin 2002                              | Stade Asiade de Busan, Pusan, Corée du Sud        | Uruguay                                  | N 0 - 0                                  | Premier tour de la Coupe du monde 2002           | Titulaire et capitaine.                                                   |
| 97                                       | 11 juin 2002                             | Stade Munhak d'Incheon, Incheon, Corée du Sud     | Danemark                                 | D 0 - 2                                  | Premier tour de la Coupe du monde 2002           | Titulaire et capitaine.                                                   |
| 98                                       | 21 août 2002                             | Stade du 7 Novembre, Radès, Tunisie               | Tunisie                                  | N 1 - 1                                  | Match amical                                     | Entre en jeu à la place de Mikaël Silvestre à la 46e minute.              |
| 99                                       | 7 septembre 2002                         | Stade GSP, Nicosie, Chypre                        | Chypre                                   | V 2 - 1                                  | Éliminatoires de l'Euro 2004                     | Titulaire et capitaine.                                                   |
| 100                                      | 12 octobre 2002                          | Stade de France, Saint-Denis, France              | Slovénie                                 | V 5 - 0                                  | Éliminatoires de l'Euro 2004                     | Titulaire et capitaine.                                                   |
| 101                                      | 16 octobre 2002                          | Ta' Qali Stadium, La Valette, Malte               | Malte                                    | V 4 - 0                                  | Éliminatoires de l'Euro 2004                     | Titulaire et capitaine.                                                   |
| 102                                      | 20 novembre 2002                         | Stade de France, Saint-Denis, France              | RF Yougoslavie                           | V 3 - 0                                  | Match amical                                     | Titulaire et capitaine, remplacé par Philippe Mexès à la 80e minute.      |
| 103                                      | 12 février 2003                          | Stade de France, Saint-Denis, France              | Tchéquie                                 | D 0 - 2                                  | Match amical                                     | Titulaire et capitaine.                                                   |
| 104                                      | 30 avril 2003                            | Stade de France, Saint-Denis, France              | Égypte                                   | V 5 - 0                                  | Match amical                                     | Titulaire et capitaine, remplacé par Philippe Mexès à la 74e minute.      |
| 105                                      | 18 juin 2003                             | Stade de Gerland, Lyon, France                    | Colombie                                 | V 1 - 0                                  | Premier tour de la Coupe des confédérations 2003 | Titulaire et capitaine.                                                   |
| 106                                      | 22 juin 2003                             | Stade de France, Saint-Denis, France              | Nouvelle-Zélande                         | V 5 - 0                                  | Premier tour de la Coupe des confédérations 2003 | Titulaire et capitaine.                                                   |
| 107                                      | 26 juin 2003                             | Stade de France, Saint-Denis, France              | Turquie                                  | V 3 - 2                                  | Demi-finale de la Coupe des confédérations 2003  | Titulaire et capitaine.                                                   |
| 108                                      | 29 juin 2003                             | Stade de France, Saint-Denis, France              | Cameroun                                 | V 1 - 0                                  | Finale de la Coupe des confédérations 2003       | Titulaire et capitaine.                                                   |
| 109                                      | 20 août 2003                             | Stade de Genève, Genève, Suisse                   | Suisse                                   | V 2 - 0                                  | Match amical                                     | Titulaire et capitaine, remplacé par Jean-Alain Boumsong à la 77e minute. |
| 110                                      | 6 septembre 2003                         | Stade de France, Saint-Denis, France              | Chypre                                   | V 5 - 0                                  | Éliminatoires de l'Euro 2004                     | Titulaire et capitaine.                                                   |
| 111                                      | 10 septembre 2003                        | Stade central, Ljubljana, Slovénie                | Slovénie                                 | V 2 - 0                                  | Éliminatoires de l'Euro 2004                     | Titulaire et capitaine.                                                   |
| 112                                      | 18 février 2004                          | Stade Roi Baudouin, Bruxelles, Belgique           | Belgique                                 | V 2 - 0                                  | Match amical                                     | Titulaire et capitaine.                                                   |
| 113                                      | 31 mars 2004                             | Stade de Feyenoord, Rotterdam, Pays-Bas           | Pays-Bas                                 | N 0 - 0                                  | Match amical                                     | Titulaire et capitaine.                                                   |
| 114                                      | 20 mai 2004                              | Stade de France, Saint-Denis, France              | Brésil                                   | N 0 - 0                                  | Match amical                                     | Titulaire et capitaine, remplacé par Bernard Mendy à la 46e minute..      |
| 115                                      | 28 mai 2004                              | Stade de la Mosson, Montpellier, France           | Andorre                                  | V 4 - 0                                  | Match amical                                     | Titulaire et capitaine, remplacé par Lilian Thuram à la 69e minute.       |
| 116                                      | 17 juin 2004                             | Stade Dr. Magalhães Pessoa, Leiria, Portugal      | Croatie                                  | N 2 - 2                                  | Premier tour de l'Euro 2004                      | Titulaire et capitaine.                                                   |

## Palmarès

### En club
- avec l'Olympique de Marseille
  - Vainqueur de la Ligue des Champions en 1993

- avec l'AC Milan
  - Champion d'Italie en 1994 et en 1996
  - Vainqueur de la Ligue des Champions en 1994
  - Vainqueur de la Supercoupe d'Europe en 1994
  - Finaliste de la Coupe Intercontinentale en 1993 et en 1994
  - Finaliste de la Supercoupe d'Europe en 1993
  - Finaliste de la Ligue des Champions en 1995
  - Finaliste de la Coupe d'Italie en 1998
  - Finaliste de la Supercoupe d'Italie en 1996

- avec Chelsea FC
  - Vainqueur de la Supercoupe d'Europe en 1998
  - Vainqueur de la Coupe d'Angleterre en 2000
  - Vainqueur du Charity Shield en 2000
  - Finaliste de la Coupe d'Angleterre en 2002

- avec Al-Gharafa SC
  - Champion du Qatar en 2005
  - Finaliste de la Coupe du Qatar en 2005

- autres titres mineurs :
  - Vainqueur du Trophée Luigi Berlusconi en 1993 (Milan AC)
  - Vainqueur de la Coupe de la Bonté en 1993 (Milan AC)
  - Vainqueur de la Coupe de Tokyo en 1993 (Milan AC)
  - Vainqueur de la Coupe Shenyang en 1993 (Milan AC)
  - Vainqueur du Tournoi d'Oviedo en 1993 (Milan AC)
  - Vainqueur du Mémorial Giorgio Ghezzi en 1994 (Milan AC)
  - Vainqueur du Tournoi de la cité de Barcelone en 1994 (Milan AC)

### Équipe de France
- Vainqueur de la Coupe du Monde en 1998
- Champion d'Europe des Nations en 2000
- Vainqueur de la Coupe des Confédérations en 2001 et en 2003
- Vainqueur de la Coupe Kirin en 1994

## Distinctions personnelles et records
- 8e au Ballon d'or en 1996
- Nommé au FIFA 100 en 2004
- Trophée d'honneur UNFP en 2005
- Prix Golden Foot - Catégorie des Légendes en 2017
- Chevalier de la Légion d'honneur le 1er septembre 1998
- Membre de l'équipe type de l'Euro 1996 et de l'Euro 2000
- Membre de l'équipe type de la Coupe du Monde 1998
- Membre de l'équipe type de la Coupe des Confédérations 2001
- Membre de l'équipe de la décennie 1992-2002 du championnat d'Angleterre en 2003
- Membre de l'équipe de l'année World Soccer Awards avec le Milan AC en 1994
- Membre de l'équipe européenne de l'année France Football avec l'équipe de France en 1998 et en 2000
- Oscar d'honneur UNFP avec l'équipe de France de 1998 en 1999
- Membre de l'équipe de l'année World Soccer Awards avec l'équipe de France en 2000
- Trophée d'honneur UNFP avec l'équipe de France de 1998 en 2008
- Trophée d'honneur UNFP avec l'équipe de France de 2000 en 2016
- 38e du Top 100 des meilleurs joueurs de l'histoire de Ligue des champions pour les 60 ans de la compétition, selon le magazine L'Équipe[58].
- 49e du Top 100 des meilleurs joueurs de l'histoire de l'Euro selon le journal L'Équipe en 2016[59]
- Membre du XI de légende de tous les temps de l'équipe de France selon les internautes de L'Équipe en 2020[60].